# Aeolothrips oculatus
Aeolothrips oculatus är en insektsart som beskrevs av Ian A. Hood 1927. Aeolothrips oculatus ingår i släktet Aeolothrips och familjen rovtripsar. Inga underarter finns listade i Catalogue of Life.